# Tito Livio
(Quintiliano, Institutio oratoria, X, 1, 101)
Tito Livio (in latino Titus Livius; Patavium, 59 a.C. – Patavium, 17 d.C.) è stato uno storico romano, autore degli Ab Urbe condita libri, una storia di Roma dalla sua fondazione fino alla morte di Druso, figliastro di Augusto, nel 9 a.C.
È considerato uno dei maggiori storici dell'Antica Roma, assieme a Tacito.

## Biografia

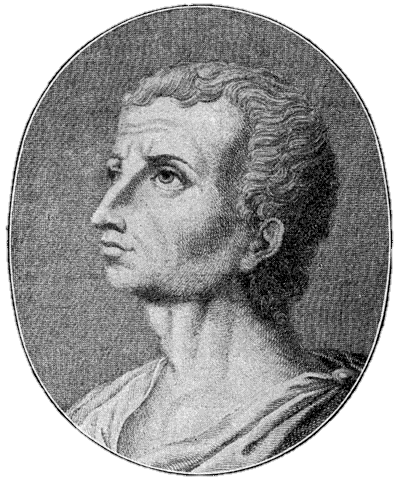
Ritratto di Tito Livio

Secondo Girolamo, il quale a sua volta si rifà al De historicis di Svetonio, nacque nel 59 a.C. a Padova.
Quintiliano ha tramandato la notizia secondo la quale l'oratore Asinio Pollione rilevava in Livio una certa patavinitas ("padovanità" o peculiarità padovana), da intendersi come patina linguistica rivelatrice della sua origine, mentre il celebre epigrammista Valerio Marziale ricorda l'accentuato moralismo della sua terra, tipico del carattere di Livio, tanto quanto le sue tendenze politiche conservatrici. Lo stesso Livio, citando Antenore, mitico fondatore di Padova, all'inizio della sua monumentale opera, conferma indirettamente le proprie origini patavine. Per tutta la sua vita, ha dimostrato sempre un amore sfrenato per la sua città natale.
I Livii erano di origine plebea, ma la famiglia poteva fregiarsi di antenati illustri in linea materna: nella Vita di Tiberio Svetonio ricorda che la Liviorum familia «era stata onorata da otto consolati, due censure, tre trionfi e persino da una dittatura e da un magistero della cavalleria».
Verosimilmente, Tito Livio fu educato nella città natale, istruito prima da un grammatico, con cui apprese a scrivere in un buon latino e imparò altresì il greco, e poi da un retore, che lo avvicinò «all'eloquenza politica e giudiziaria». Uno degli avvenimenti più importanti della sua vita fu il trasferimento a Roma per completare gli studi; fu qui che entrò in stretti rapporti con Augusto, il quale, secondo Tacito, lo chiamava "pompeiano", ossia filo-repubblicano; questo fatto non compromise la loro amicizia, tanto che godette sempre della stima e dell'ospitalità dell'imperatore, e per suo consiglio il nipote e futuro imperatore Claudio compose un'opera storica.
Non ebbe tuttavia incarichi pubblici, ma si dedicò alla redazione degli Ab Urbe condita libri per celebrare Roma e il suo imperatore, e si impose ben presto come uno dei più grandi storici del suo tempo. Fu anche autore di scritti di carattere filosofico e retorico andati perduti.
Ebbe un figlio, che egli esortò a leggere Demostene e Cicerone, autore di un'opera di carattere geografico, e una figlia, che sposò il retore Lucio Magio.
Non si sa quando sia tornato a Padova, ma è certo che qui vi morì nel 17 d.C., secondo Girolamo: «T. Livius historiographus Patavii moritur».

## Opere

### GliAb Urbe condita libri

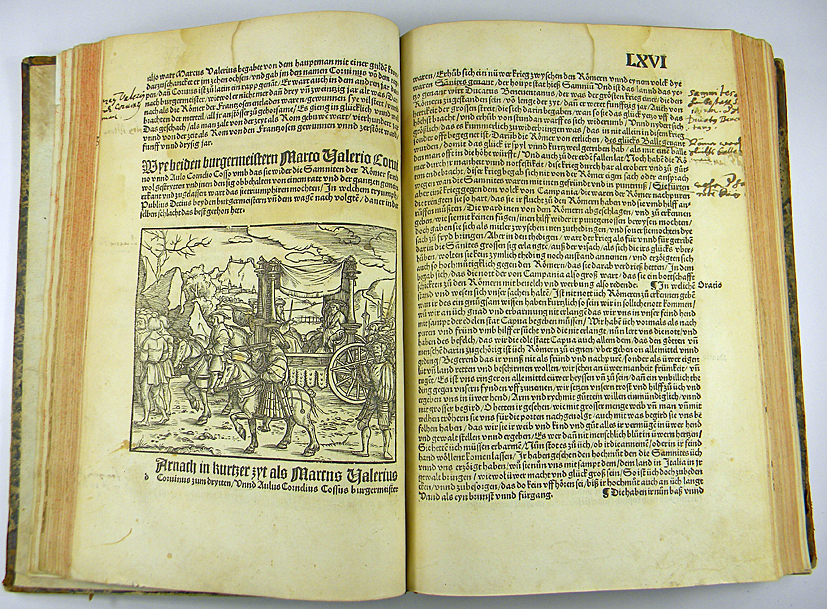
Una stampa cinquecentesca delle Historiae di Livio

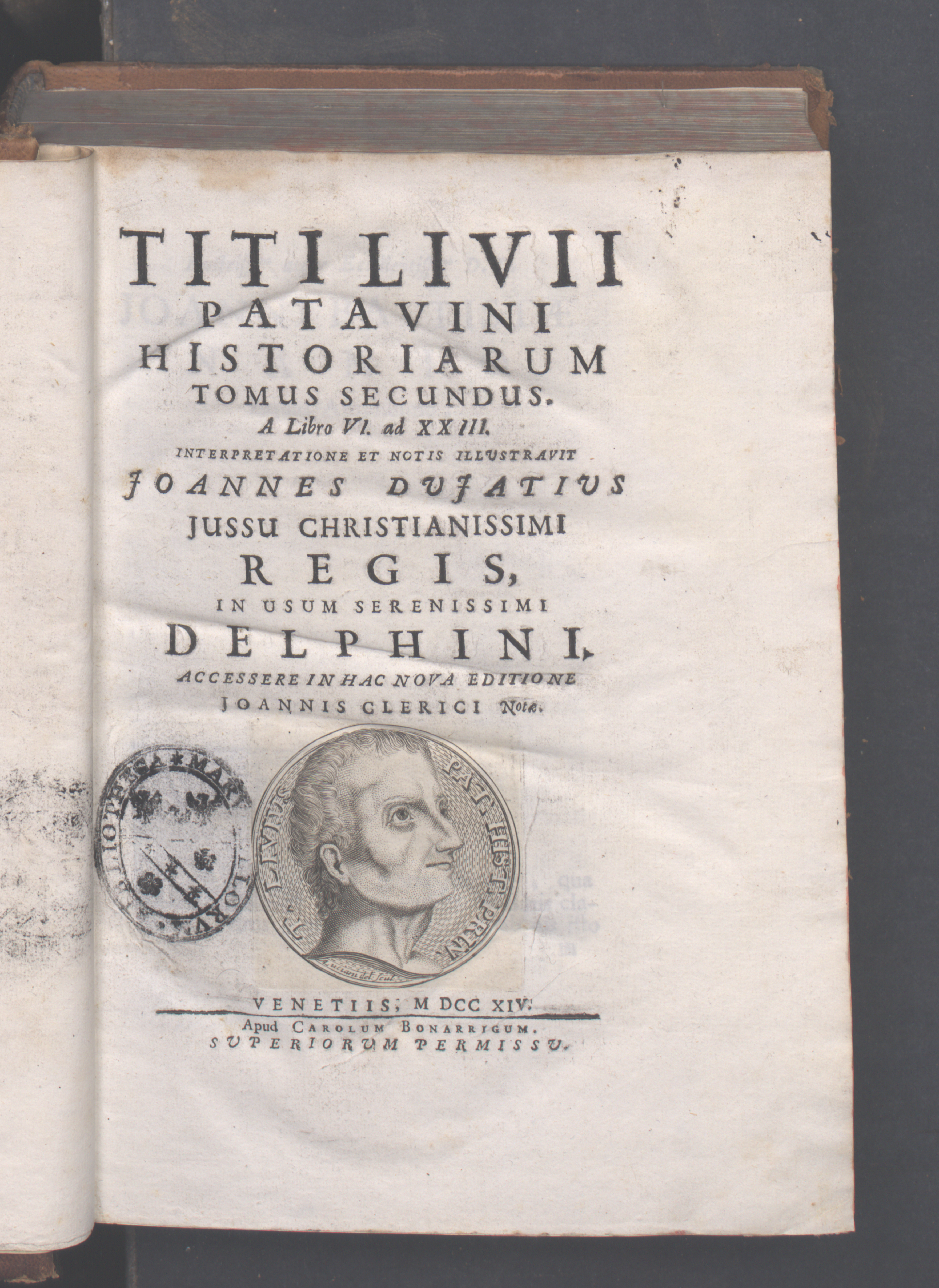
Ab Urbe condita, 1715

Iniziata nel 27 a.C., la raccolta Ab Urbe condita si componeva di 142 libri che narravano la storia di Roma dalle origini (nel 753 a.C.) fino alla morte di Druso (9 a.C.), in forma annalistica; è molto probabile che l'opera si dovesse concludere con altri 8 libri (per un totale di 150) che proseguissero fino alla morte di Augusto, avvenuta nel 14 d.C.
I libri furono successivamente divisi in decadi (gruppi di 10 libri) che avrebbero dovuto coincidere con determinati periodi storici. Dell'intera opera ci è pervenuta solo una piccola parte, per un totale di 35 libri, cioè quelli dall'I al X e dal XXI al XLV (la prima, la terza, la quarta decade e cinque libri della quinta). Gli altri sono conosciuti solo tramite frammenti e riassunti ("Periochae"). I libri che si sono conservati descrivono in particolare la storia dei primi secoli di Roma dalla fondazione fino al 293 a.C., fine delle guerre sannitiche, la seconda guerra punica, la conquista della Gallia cisalpina, della Grecia, della Macedonia e di una parte dell'Asia Minore. L'ultimo avvenimento importante che si trova è relativo al trionfo di Lucio Emilio Paolo a Pidna.
Già il titolo dell'opera dà l'idea della grandezza dei propositi dello storico. Livio utilizzò il metodo storiografico che alterna la cronologia storica alla narrazione, spesso interrompendo il racconto per annunciare l'elezione di un nuovo console, dato che questo era il sistema utilizzato dai Romani per tener conto degli anni. Nell'opera, Livio denuncia inoltre la decadenza dei costumi ed esalta al contrario i valori che hanno fatto la Roma eterna.
Lo stesso Livio affermò inoltre che la mancanza di dati e fonti certe precedenti al sacco di Roma da parte dei Galli, nel 390 a.C., aveva reso il suo compito assai difficile. A rendere più arduo il compito dello storiografo fu il fatto che non poteva accedere, come privato cittadino, agli archivi e dovette accontentarsi di fonti secondarie (documenti e materiali già elaborati da altri storici). Allo stesso modo, molti storici moderni ritengono che, per la mancanza di fonti puntuali e precise, Livio abbia presentato per le stesse vicende sia una versione mitica sia una versione "storica", senza privilegiare nessuna delle due versioni, ma lasciando alla discrezione del lettore la decisione su quale sia la più verosimile. Nella prefazione è l'autore a spiegare che «quanto agli eventi relativi alla fondazione di Roma o anteriori, non cerco né di confermarli né di smentirli: il loro fascino è dovuto più all'immaginazione dei poeti che alla serietà dell'informazione» (ne è un esempio la presenza nell'opera del mito dell'ascensione al cielo di Romolo e di un racconto secondo il quale lo stesso Romolo sarebbe stato ucciso). Il suo talento non va tuttavia ricercato nell'attendibilità scientifica e storica del lavoro quanto nel suo valore letterario (il metodo con cui impiega le fonti è criticabile poiché non risale ai documenti originali, qualora ve ne siano, ma utilizza quasi esclusivamente fonti letterarie).
Livio scrisse larga parte della sua opera durante l'impero di Augusto; nonostante ciò, la sua opera è stata spesso identificata come legata ai valori repubblicani e al desiderio di una restaurazione della repubblica. In ogni modo, non vi sono certezze riguardo alle convinzioni politiche dell'autore, dal momento che i libri sulla fine della repubblica e sull'ascesa di Augusto sono andati perduti. Certamente Livio fu critico nei confronti di alcuni dei valori incarnati dal nuovo regime, ma è probabile che il suo punto di vista fosse più complesso di una mera contrapposizione repubblica/impero. D'altro canto, Augusto non fu affatto disturbato dagli scritti di Livio, e anzi lo incaricò dell'educazione di suo nipote, il futuro imperatore Claudio.
Nella Ab Urbe condita (libro IX, capp. 17–19) si trova la prima ucronia conosciuta, quando Livio immagina le sorti del mondo se Alessandro il Grande fosse partito per la conquista dell'occidente anziché dell'oriente. Lo storico si dice convinto che, in tal caso, Alessandro sarebbe stato sconfitto dalla maggiore organizzazione dell'esercito e dello Stato romano.

### Stile

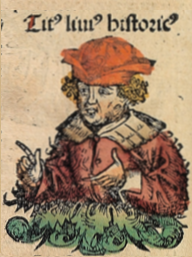
"Titus Livius historicus" in un'illustrazione delle Cronache di Norimberga.

Livio fu sempre accusato di patavinitas ("padovanità"); ancora oggi non si è riusciti a capire quale sia il significato preciso del termine: la maggior parte dei critici rileva in ciò una critica nei confronti dello stile "provinciale" dello storico (ma di suddetta provincialità non si rilevano tracce negli scritti a noi pervenuti) mentre altri, come il Syme, ritengono che il termine riguardi più la sfera morale e ideologica. Questa critica è stata mossa inizialmente da Asinio Pollione, politico e letterato romano. Quintiliano definì il suo stile come una lactea ubertas (letteralmente "abbondanza di latte"), per indicare che la prosa di Livio è scorrevole e allo stesso tempo dolce e piacevole per il lettore. Lo stile di Livio è caratterizzato da architetture ben studiate e da un periodare fluente.
A Livio interessa comporre un'opera dilettevole sulla storia di Roma, non facendolo scientificamente (come faceva Tucidide in Grecia), ma raccogliendo semplicemente le notizie dando così piacevolezza all'opera. Ciò lo allontana dallo stile secco e chiuso tipico di Polibio e fa sì che la sua narrazione venga caratterizzata da sfumature definibili "drammatiche", senza eccessi. La storia per lui è "Magistra Vitae" dal punto di vista morale, vivendo infatti in un periodo difficile per la società romana riteneva che il modello da seguire per tornare la grande potenza di un tempo sarebbe stato quello degli antichi romani, per primo quello di Romolo. Livio era un grande nostalgico del passato soprattutto riguardo alla morale e ai valori che avevano reso grande Roma, che in quel periodo erano in grande declino.
Livio attribuisce ai vari personaggi che pone sotto analisi dei caratteri quasi assoluti, facendoli diventare dei paradigmi di passioni (tipi). Un altro elemento tipico della drammatizzazione è quello di mettere in bocca ai personaggi dei discorsi, sia in forma diretta che indiretta, informazioni utili ai fini della narrazione, soprattutto per quanto riguarda la parte "dilettevole" del suo intento. I discorsi sono infatti costruiti in maniera fantasiosa, e di fatto non sono da prendere come verità storiche oggettive ma come esigenze di stampo narrativo e psicologico. Spesso lo storico padovano rileva come una situazione stia precipitando, quando all'ultimo istante si ha un ribaltamento di fronte inatteso, il tipico procedimento teatrale greco del "deus ex machina".
Dal punto di vista prettamente stilistico Livio procede sulle orme di Erodoto (più fiabesco) e segue il modello di Isocrate, con la sua eloquenza piacevolmente narrativa.

### Fama di Tito Livio tra i posteri
L'opera di Livio fu un esempio di stile e di rigore storiografico durante l'epoca dell'Impero, venendo copiata nelle biblioteche imperiali. Successivamente, nel Medioevo, il testo fu copiato anche nelle abbazie cristiane. 
Livio ebbe famosi ammiratori, tra cui Dante Alighieri, che nel XXVIII canto dell'Inferno della Divina Commedia cita un episodio cruento della Battaglia di Canne, preso da Livio, ed elogia lo storico: «come Livio scrive, che non erra» (XXVIII, 12). Anche Niccolò Machiavelli lo stimava e scrisse i famosi Discorsi sopra la prima Deca di Tito Livio.

## Bibliografia

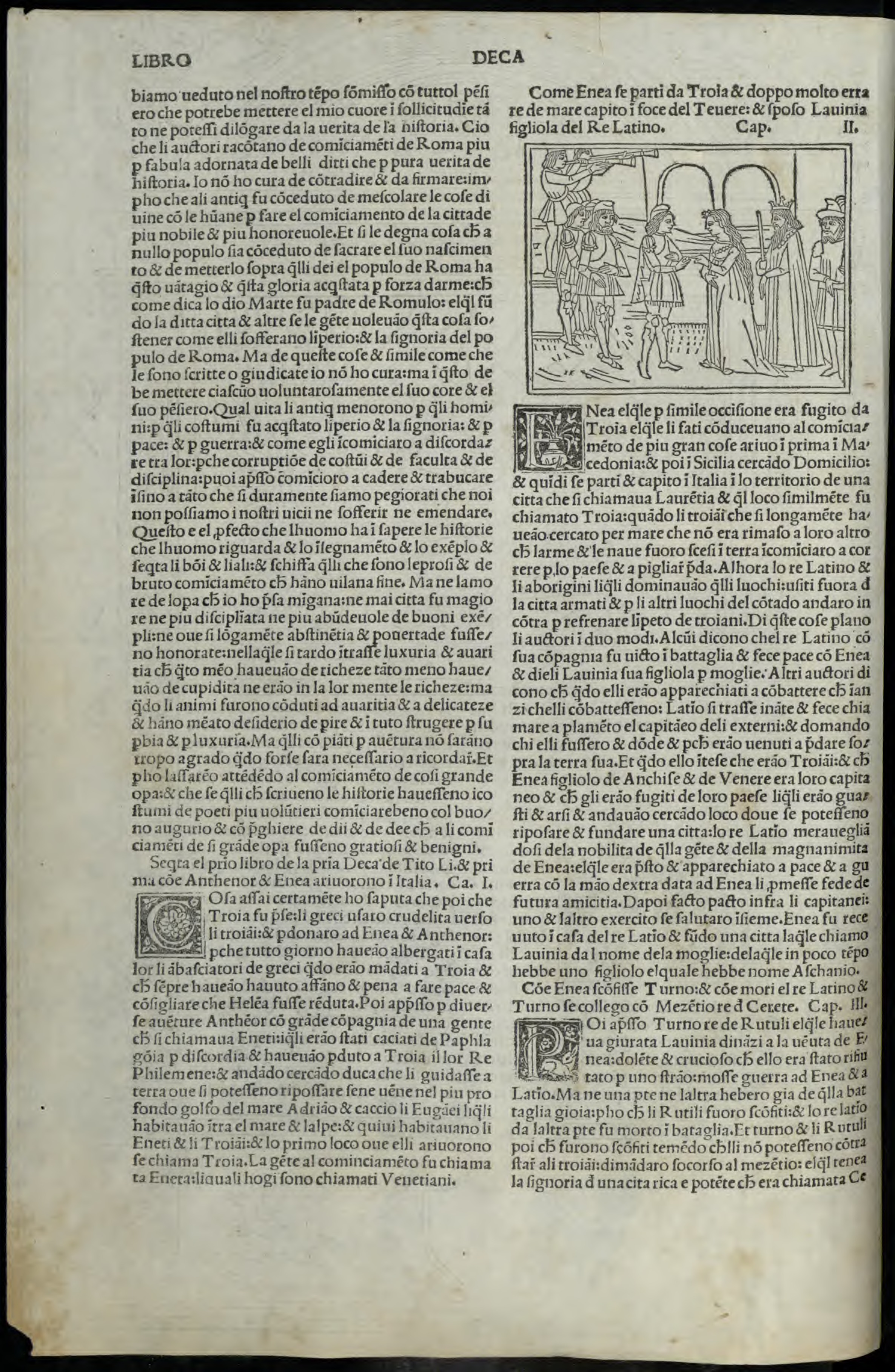
Ab Urbe condita libri, edizione del XV secolo